# Соколиный глаз (Клинт Бартон)
Соколи́ный глаз (иногда — Хоука́й; англ. Hawkeye; досл. Ястребиный Глаз), также известный как Голиаф (англ. Goliath) и Ронин (англ. Ronin), он же Кли́нтон Фрэ́нсис Ба́ртон (англ. Clinton Francis Barton) — супергерой, появляющийся в комиксах издательства «Marvel Comics». Был создан Стэном Ли и Доном Хеком и впервые появился в 57-м выпуске «Tales of Suspense», вышедшем в сентябре 1964 года. Соколиный глаз вступил в ряды Мстителей в 16-м выпуске 1-го тома «Avengers», вышедшем в мае 1965 года, и остаётся видным членом команды до сих пор.
Джереми Реннер играет персонажа в фильмах Кинематографической вселенной Marvel «Тор» (2011) в не указанном камео, «Мстители» (2012), «Мстители: Эра Альтрона» (2015), «Первый мститель: Противостояние» (2016) и «Мстители: Финал» (2019), и сериале от Disney+ «Соколиный глаз» (2021).

## История публикаций

Обложка 1-го выпуска 1-го тома «Hawkeye» за авторством художника Марка Гринвольда (сентябрь 1983 год).

Соколиный глаз впервые появился в выпуске Tales of Suspense #57 в сентябре 1964 года, в качестве персонажа, который был вынужден сотрудничать со злодеями. Он появился в этом качестве ещё в двух выпусках Tales of Suspense #60 и #64 (декабрь 1964 и апрель 1965 года). Соколиный глаз вступил в ряды Мстителей в выпуске Avengers Vol.1 #16 в мае 1965 года, и стал многолетним членом команды, многократно появлялся во всех четырёх томах серии Vol.1 (1963—1996), Vol.2 (1997), Vol.3 (1999—2004), Vol.4 (2010-настоящее время), включая спецвыпуски и ежегодники, а также Ultimates и Secret Wars #1-12 (1984—1985).
Соколиный глаз был одним из главных персонажей ограниченной серии West Coast Avengers #1-4 (сентябрь-декабрь 1984 год), а позже появился в текущей серии в 102-х выпусках, включая 8 ежегодников с октября 1985 по декабрь 1994 года. Серия сменила название на Avengers West Coast начиная с #46 в августе 1989 года. Соколиный глаз также появился почти в каждом номере серии Solo Avengers, которая состояла из 40 выпусков и выпускалась с декабря 1987 по январь 1991 (в августе 1989 года с номера #21 серия была переименована в Avengers Spotlight).
С 1998 по 2002 Соколиный глаз часто появлялся в серии Thunderbolts #20-75 и в ежегоднике #2000. Серия была написана Куртом Бьизеком и иллюстрирована Фабаном Нишеза.
В 2005 году персонаж появился в The House of M — кроссовере Marvel Comics. Позже, в 2007—2010 годах, он появился уже как Ронин в New Avengers #26-64, а также в New Avengers Annual #2 (2008) и Annual #3 (2010). Продолжая выступать под псевдонимом Ронин, он сыграл важную роль в кроссовере Secret Invasion #1-8 (2008), а в рамках кроссовер-серии Dark Reign появился снова как Соколиный глаз в качестве одного из главных персонажей, New Avengers: The Reunion #1-4 (2009), Dark Reign: The List — New Avengers #1 (2009), в 2010 году появился в кроссовере Siege #1-4 (2010).
Кроме появлений в общих сериях, Соколиный глаз фигурировал в сольных комикс-сериях на протяжении многих лет. Он появился в собственной серии Hawkeye Vol.1 #1-4 (1983) под авторством Марка Гринволда (в этой серии он впервые встретился с Пересмешницей и злодеем Перекрёстным Огнём). Позже вышел второй том серии Hawkeye Vol.2 #1-4 (1994), а также Hawkeye: Earth’s Mightiest Marksman #1 (1998). Третий том включал в себя восемь выпусков Hawkeye Vol.3 #1-8 и вскоре серия была отменена. Писатель Джим Маккэнн и художник Дэвид Лопес занимались созданием серии Hawkeye & Mockingbird в 2010 году, 6 вышедших выпусков которой были не очень успешны. Тем не менее, серия включала в себя две дополнительных мини-серии Widowmaker #1-4 (2010—2011) и Hawkeye: Blindspot #1-4 (2011).
На протяжении многих лет Соколиный глаз появлялся в качестве гостя во многих сериях издательства Marvel, самыми заметными из которых являются Daredevil Vol.1 #99 (1973), Incredible Hulk Vol.1 #166 (1973), Marvel Team-Up #22 (1974), Ghost Rider #27 (1977), Marvel Team-Up #92 (1980), Marvel Fanfare #3 (1982), Captain America #317 (1986), Contest of Champions II #3-5 (1999), Fallen Son: The Death of Captain America #3 (2008), War Machine Vol.2 #8-10 (2009), Young Avengers Presents #6 (2008) и Captain America: Reborn #3-6 (2009—2010).

## Биография

### Ранняя жизнь
Клинтон Бартон родился в Уэйверли, штат Айова. Осиротев в раннем возрасте, Клинтон вместе со своим братом Бернардом был отправлен в детский дом, где провёл 6 лет. После него он присоединился к группе бродячего цирка, где был обучен Фехтовальному искусству и работал помощником фехтовальщика. Трик Шот взял мальчика в ученики, чтобы обучить его также мастерству владения луком. Увидев однажды костюм Железного Человека в действии, Бартон начал пытаться подражать ему, надевая броские костюмы и используя свои навыки стрельбы из лука для борьбы с преступностью. Однако во время одной из его первых миссий, он был принят полицией за вора, в результате чего ему пришлось драться с настоящим Железным человеком.
После Чёрная вдова привлекла его в качестве своего напарника. У Бартона были с ней недолгие романтические отношения, но вскоре ему надоело быть преступником — Вдове нужно было украсть часть разработок компании Тони Старка. Во время одной из схваток с Железным человеком Вдова была тяжело ранена, Бартон успел её спасти и доставить в больницу, после чего решает оставить карьеру вора и начать бороться с преступниками.
Однажды Бартон спасает Эдвина Джарвиса и его мать от грабителей, и в благодарность за это он приглашает его посетить Особняк Мстителей, чтобы рассмотреть его кандидатуру в команду и дать ему возможность очистить своё имя. Он был принят в команду Мстителей во главе с Капитаном Америкой и его кандидатуру поддержал Тони Старк. Вместе с ним к ним присоединились Ртуть и Алая Ведьма. С последней у Клинта Бартона начали завязываться романтические отношения, что было воспринято враждебно её братом Ртутью. Соколиный глаз был постоянным членом Мстителей много лет, используя в качестве оружия лук и стрелы с различными эффектами. Из-за своей беззаботной натуры часто спорил с Капитаном Америкой, но это никогда не мешало им работать вместе.

### Дальнейшая карьера и женитьба на Пересмешнице
На некоторое время Бартон оставил свой псевдоним Соколиный глаз. Он получил способность увеличиваться в размерах благодаря «частице Пима», после чего взял псевдоним Голиаф. Он возобновил свою карьеру в качестве Соколиного глаза после непродолжительного выступления под псевдонимом Золотой Стрелец вскоре после Голиафа. Он взял несколько продолжительных отпусков в Мстителях и пытался работать вне группы. Во время первого из таких отпусков он фактически ушёл в отставку, заявив, что хочет работать без команды. Но почти сразу после ухода из Мстителей он присоединился к команде Защитников, где работал несколько месяцев.
Во время одного из своих отпусков Бартон работал начальником службы безопасности одного из отделов Щ. И. Т. и встретился и вскоре сбежал с Барабарой «Бобби» Морс — его коллегой, истребительницей преступности по прозвищу Пересмешница. Во время их партнёрства Пересмешницу похитил злодей Перекрёстный Огонь, который использовал гипнотические ультразвуковые волны, чтобы заставить супергероев убивать друг друга. Соколиный глаз спас Пересмешницу и победил злодея, но из-за его звуковых волн Бартон почти полностью потерял слух, из-за чего долгое время был вынужден использовать слуховой аппарат. Позже его слух излечил Франклин Ричардс. После истории с потерей слуха Соколиный глаз и Пересмешница поженились.

### Мстители Западного побережья
По возвращении в команду Мстителей Бартон был назначен председателем новой команды — Мстители Западного побережья, которые базировались на Западном побережье США. Команда состояла из Соколиного глаза, Пересмешницы, Железного человека, Чудо-человека и Тигры. Вместе с Пересмешницей Бартон выступал в качестве руководящей силы команды и нанял своего старого друга Хорхе Лэтема в качестве механика, с которым он познакомился, когда работал в службе безопасности одного из подразделений Щ. И. Т. — Cross Technologies. Хорхе отстроил новый флот. В команде работал также Хэнк Пим в качестве гражданского учёного.
Во время одной из миссий команды они затерялись во времени и Соколиный глаз с некоторыми участниками застряли в Древнем Египте, а другая часть команды, включая Пересмешницу — на Старом Западе. У неё случилась амнезия и она попала в плен к Фантомному Гонщику Линкольну Слэйду, который выдал себя за её мужа. После того, как к Пересмешнице вернулась память, она убила Слэйда, а Клинт был ошеломлён её поступком и тем, что Барабара позволила ему умереть, а не передала его под суд. Вскоре отношения Барабары и Клинта рушатся и она покидает Мстителей Западного побережья.
Вскоре, когда команда была вовлечена в события операции «Галактический шторм», Бартон остаётся на Земле и с помощью Хэнка Пима, который снова даёт ему капсулы со своими частицами, возвращается в качестве супергероя Голиафа. Во время последней миссии, когда команда отправилась спасать Пересмешницу из плена демона Мефисто, во время побега Пересмешница погибает. Вскоре после этого команда Мстителей Западного побережья была расформирована. Бартон стал вести отшельнический образ жизни в канадских Скалистых горах. Вскоре он был вынужден сражаться с Секретной Империей. Затем он одолел её лидера, Гадюку.
Соколиный глаз вернулся к Мстителям незадолго до битвы с Натиском, где, казалось бы, погиб вместе с другими героями. Тем не менее, Франклин Ричардс успел переместить их в карманную вселенную, где супергерои зажили другой жизнью. В конце концов они узнали правду и вернулись в реальный мир. Слух Соколиного глаза был также восстановлен, поскольку Франклин Ричардс воссоздал героев в новой вселенной по тому, как он их запомнил.

### Громовержцы
Соколиный глаз сопровождал Мстителей в их многочисленных приключениях. Он помог обучить Справедливость и Огненную звезду, чтобы победить Таскмастера и Албино. Позднее Соколиный глаз покинул Мстителей, чтобы возглавить первое поколение Громовержцев, освободившихся от влияния Барона Гельмунта Земо. Бартон обучал своих подопечных в стиле своего бывшего товарища по команде, Капитана Америки, преобразуя Громовержцев в единую боевую единицу. У него завязались романтические отношения с Мунстоун, на которую он оказал положительное влияние. Позже Соколиный глаз и Громовержцы отправились в ад, чтобы спасти душу Пересмешницы. Они одолели Мефисто, однако Клинту так и не удалось отыскать погибшую жену. Чтобы получить помилование для Громовержцев, Бартон позволил арестовать себя. Прошлые преступления Громовержцев власти обещали свести на нет, в случае отставки участников команды, на что те неохотно согласились. Когда Соколиный глаз вышел из тюрьмы, члены команды вновь воссоединились, чтобы победить Гравитона. Некоторое время спустя Соколиный глаз передал руководство командой Гражданину В (чьё сознание было под контролем Барона Земо) и покинул команду.

### Смерть
Алая Ведьма сходит с ума и вызывает корабль воинов Крии, которые прибывают на Землю. Во время битвы Соколиный глаз получил тяжёлое ранение и решив успеть перед смертью помочь Мстителям, отправляется на один из космических кораблей Крии и приносит себя в жертву, чтобы спасти товарищей по команде.
Когда Алая Ведьма случайно изменяет реальность во время событий Дня М, Бартон воскресает и ничего не помнит о произошедших событиях. Когда молодой мутант Лейла Миллер помогает ему и некоторым другим супергероям вспомнить, что произошло, Бартон приходит в ужас от действий Алой Ведьмы и стреляет ей в спину из лука.

### Возвращение и Новые Мстители
Когда реальность была восстановлена, Бартон воскрес, хотя Новые Мстители ничего не знали об этом. Он нашёл Доктора Стрэнджа, который предложил ему убежище до тех пор, пока тот не свыкнется с нормальной жизнью. Вопреки советам Доктора Бартон отправился в Вандагор, где нашёл Алую ведьму, которая лишилась памяти о прошлом и, видимо без мутантских способностей, жила обычной жизнью. Они стали близкими друзьями, но затем Клинт покинул её. Вернувшись в США, Соколиный глаз узнал о смерти Капитана Америки. Он противостоял Железному человеку, который затем предложил ему взять личность Капитана Америки, его щит и костюм, чтобы сохранить его наследие. Бартон, вдохновлённый словами Кейт Бишоп, которую он недавно встретил, отверг предложение Старка.
Впоследствии Новые Мстители предложили ему присоединиться к команде. Бартон согласился и отправился вместе с ними в Японию, на миссию по спасению Эхо. Оставив позади идентичность Соколиного глаза, Клинт Бартон взял себе имя Ронин. Эхо, которая была оригинальным Ронином, разрешила ему использовать своё старое имя. Клинт затем снова повстречал Кейт Бишоп и раскрыл ей свою истинную личность, к большому удивлению Кейт. Впечатлённый мастерством Кейт в обращении с луком и стрелами, Ронин дал ей своё согласие на использование имени Соколиный глаз.
Ронин был частью Новых Мстителей, отправившихся на Дикую Землю, получив сообщение Женщины-паук о крушении корабля скруллов. Из корабля вышли супергерои, утверждавшие, что всё это время они находились в плену у космических захватчиков. Одним из них оказалась Пересмешница. Клинт считал, что она настоящая, до тех пор, пока Мистер Фантастик не активировал прибор по вычислению скруллов. По окончании Секретного вторжения Клинт воссоединился с настоящей Пересмешницей, которая, как оказалось, не погибла, а находилась в плену у скруллов.

## Силы и способности
Как и Ронин, Соколиный глаз, Клинт Бартон не обладает сверхъестественными способностями. Все его навыки достигнуты путём тренировок. Лучший агент Щ. И. Т.а
- Навыки лучника: Бартон — великолепный стрелок. Он использует разные виды луков, арбалеты, стрелы с различными эффектами и характеристиками. Он способен вести прицельный огонь по мишени сразу несколькими стрелами за считанные секунды, поражая даже малоразмерные цели на дальних расстояниях. Будучи Соколиным глазом, он тренировался ежедневно, не менее двух часов в день, чтобы поддерживать свои навыки.
- Острое зрение и точность: Бартон практически безошибочно поражает любую мишень благодаря острому зрению и отточенному мастерству лучника. Он был натренирован Трик Шотом, который учил его бросать ножи, дротики, шары, боласы и бумеранги, потому он способен произвести точный выстрел практически из любого оружия.
- Навыки акробатики и техники искусного ведения боя: Клинт Бартон обладает исключительной человеческой силой и выносливостью, которой он достиг путём ежедневных тренировок. Его рефлексы лучше, чем у обычного человека, также как и ловкость. Кроме того, он эксперт боевых искусств, владеет навыками акробатики, гимнастики.
- Квалифицированный тактик: Бартон обладает навыками стратега, тактика и полевого командира, что проявилось во время его руководства Мстителями Западного побережья.
- Навыки владения оружием: Кроме лука и арбалета, Бартон умеет обращаться с холодным и огнестрельным оружием, которые он использует, выступая под псевдонимом Ронин. Благодаря своей координации и своим рефлексам, он в состоянии освоить любое оружие за короткий срок. Фехтовальщик обучал его фехтованию во время его нахождения в бродячем цирке. Бартон — один из немногих в мире, кто способен эффективно использовать щит Капитана Америки.
- Навыки управления транспортными средствами: Бартон мастер езды на мотоцикле, а также один из самых опытных пилотов квинджетов Мстителей.
- Увеличение размера тела: Благодаря облучению «частицами Пима», Бартон был способен увеличиваться или уменьшаться в размерах. В отличие от самого Хэнка Пима или его супруги Осы, Клинт не подвергался воздействию частиц так долго, чтобы изменять свой рост по своему желанию, потому когда он прекращал использовать капсулы с частицами, он терял способность изменяться в размерах.

### Оборудование
В качестве Ронина, Бартон использует костюм, который позволяет ему скрываться в темноте, так же нунчаки и сюрикэны. Ранее, в качестве Соколиного Глаза, он использовал различные виды луков и колчан со стрелами, специальные стрелы.

## Вне комиксов

### Анимация

Соколиный глаз в мультсериале «Мстители. Величайшие герои Земли».

Соколиный глаз появился в следующих мультфильмах:
- В анимационном телесериале «Супергерои Marvel» (1966).
- Как постоянный персонаж мультсериала «Железный человек», где был озвучен актёром Джоном Рейлли.
- В мультсериале «Фантастическая четвёрка», в эпизоде «Битва с живой планетой», появился в камео в качестве Голиафа.
- В мультсериале «Мстители. Всегда вместе» был озвучен Тони Дэниелсом.
- В телесериале «Супергеройский отряд», где Бартон был одним из агентов Щ. И. Т., его озвучил Эдриан Пасдар.
- В анимационном телесериале «Мстители: Могучие Герои Земли», Соколиного Глаза озвучил Крис Кокс.[29]
- В полнометражном мультфильме «Новые Мстители: Герои завтрашнего дня», Соколиный Глаз и Пересмешница появились в камео.
- В анимационном телесериале «Мстители, общий сбор!», Соколиный глаз был озвучен Троем Бэйкером.
- В мультсериале «Великий Человек-паук», в эпизоде «За буррито», где тренирует учеников академии Щ. И. Т.а

### Кинематографическая вселенная Marvel
В Кинематографической вселенной Marvel роль Клинта Бартона / Соколиного глаза исполняет актёр Джереми Реннер. Герой появился в следующих картинах:
- Фильм «Тор» (2011)
- Фильм «Мстители» (2012)
- Фильм «Мстители: Эра Альтрона» (2015)
- Фильм «Первый мститель: Противостояние» (2016)
- Фильм «Мстители: Финал» (2019)
- Мультсериал «Что, если…?» (2021)
- Сериал «Соколиный глаз» (2021)

### Видеоигры
- Бартон появился в видеоигре Spider-Man: The Video Game 1991 года как один из играбельных персонажей.
- В видеоигре «Captain America and the Avengers» как один из играбельных персонажей.
- Как второстепенный персонаж в игре «Venom/Spider-Man: Separation Anxiety».
- Появился в версии для PSP игры «Marvel: Ultimate Alliance» и был озвучен Ноланом Нортом[30].
- Так же присутствует в игре Ultimate Marvel vs Capcom 3.
- Играбельный персонаж в Marvel: Avengers Alliance.
- В игре Lego Marvel Super Heroes появляется как играбельный персонаж в костюме из к/ф «Мстители». Также в DLC к игре есть классический костюм.
- В игре Lego Marvel`s Avengers появляется как играбельный персонаж в том же костюме
- В игре Lego Marvel Super heroes 2
- В игре Marvel: Future fight
- В игре Marvel: Strike Force
- В игре Marvel: Contest of Champions

## Критика и отзывы
В мае 2011 года Соколиный глаз занял 44 место в списке 100 лучших героев комиксов по версии IGN.

## Коллекционные издания
Сольные выпуски Соколиного Глаза были собраны в коллекционные изданиях в мягкой обложке:
| Заголовок                     | Включённые выпуски                                                                                   | Дата публикации | ISBN                   |
| ----------------------------- | --- | --------------- | ---------------------- |
| Hawkeye                       | Hawkeye Vol.1 #1-4                                                                                   | июнь 1988       | ISBN 978-0-87135-364-1 |
| Avengers: Hawkeye             | Hawkeye Vol.1 #1-4, Tales of Suspense #57, Marvel Super Action #1, Avengers #189, Marvel Team-Up #92 | март 2010       | ISBN 978-0-7851-3723-8 |
| New Avengers: The Reunion     | New Avengers: The Reunion #1-4, Dark Reign: New Nation #1                                            | март 2010       | ISBN 978-0-7851-3855-6 |
| Hawkeye & Mockingbird: Ghosts | Hawkeye & Mockingbird #1-6, Enter the Heroic Age #1                                                  | январь 2011     | ISBN 978-0-7851-4418-2 |
| Widowmaker                    | Widowmaker #1-4                                                                                      | апрель 2011     | ISBN 978-0-7851-5205-7 |
| Hawkeye: Blindspot            | Hawkeye: Blindspot #1-4                                                                              | июль 2011       | ISBN 978-0-7851-5600-0 |

Примечание: Выпуск Dark Reign: Hawkeye (май 2010) рассказывает не о Соколином Глазе, а о Меченом, который выдавал себя за Соколиного Глаза во время событий Тёмного правления и членства в Тёмных Мстителях.